# Sielec (rejon szeptycki)
Sielec (ukr. Сілець, daw. Sielec Bełski) – wieś na Ukrainie, w rejonie szeptyckim obwodu lwowskiego, nad Ratą. Wieś liczy około 3390 mieszkańców (2024). Do 2020 w rejonie sokalskim.
W II Rzeczypospolitej do 1934 samodzielna gmina jednostkowa. Następnie wieś należała do zbiorowej wiejskiej gminy Parchacz w powiecie sokalskim w woj. lwowskim. W związku z poprowadzeniem nowej granicy państwowej na Bugu i Sołokii, wieś wraz z całym obszarem gminy Parchacz znalazła się w Związku Radzieckim. 
W czasie okupacji niemieckiej mieszkająca tutaj polska rodzina Mellerów ukrywała pięcioro Żydów. W 1987 roku Instytut Jad Waszem uhonorował za to tytułami Sprawiedliwych wśród Narodów Świata Józefa i Eugenię Mellerów oraz ich córki Helenę Krzysztow i Stefanię Woźniak.
W latach 1943–1945 nacjonaliści ukraińscy z OUN - UPA zamordowali tutaj 11 Polaków.
Obecnie na miejscu dawnych lewobrzeżnych zabudowań Sielca Bełskiego o nazwie Kopań znajduje się osiedle Hirnyk.